# Indianapolis 500 in 2012
De 96e editie van de Indianapolis 500 werd gereden op zondag 27 mei 2012. Dario Franchitti won de race voor de derde keer in zijn carrière en droeg deze overwinning op aan Dan Wheldon, de winnaar van 2005 en 2011 die verongelukte tijdens de laatste Indycarrace van 2011. De safety car was dit jaar de Corvette ZR1, het volkslied werd gezongen door Martina McBride.

## Startgrid

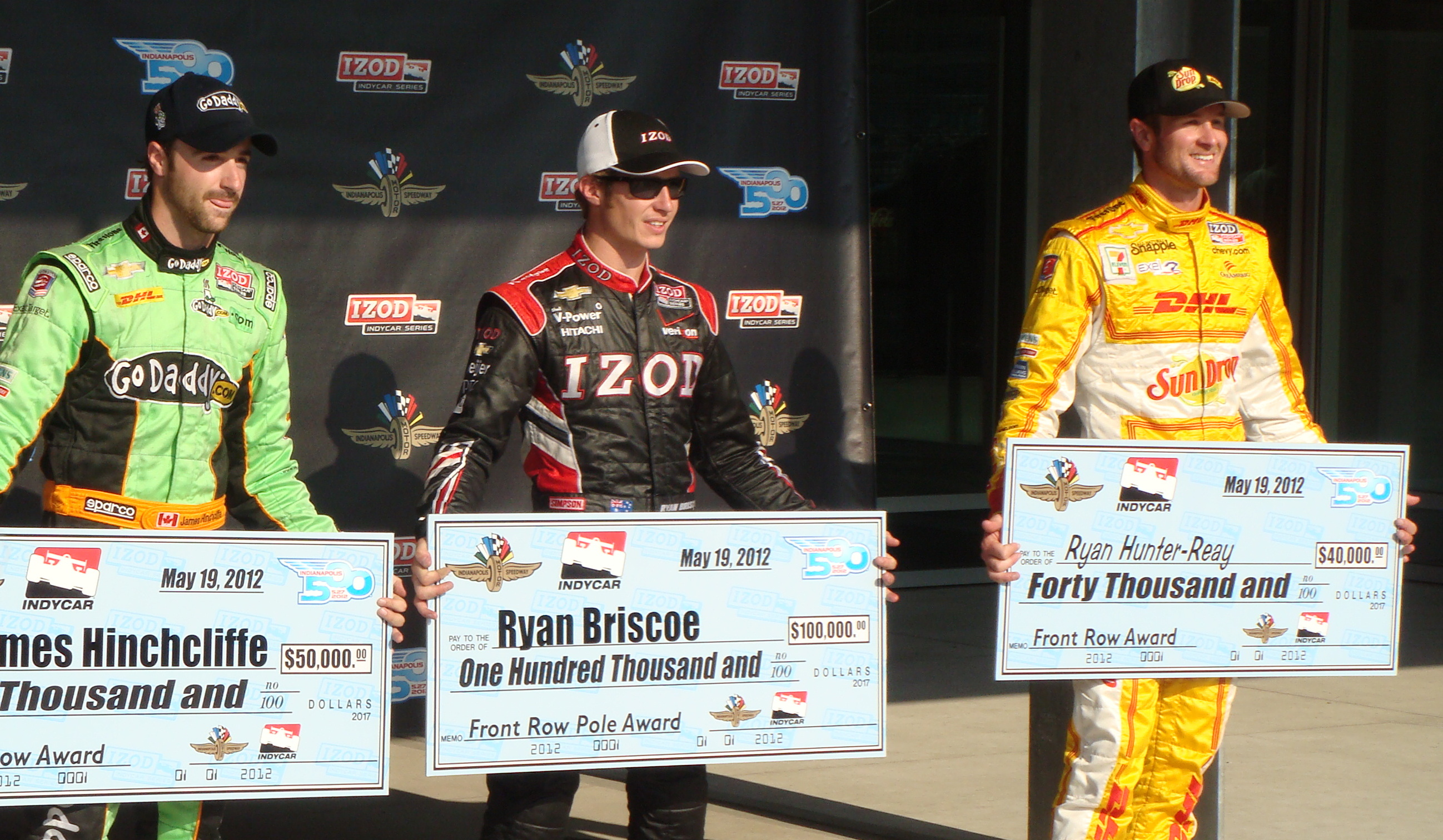
Ryan Briscoe (midden), James Hinchcliffe (links) en Ryan Hunter-Reay (rechts), de eerste rij op de startgrid

Ryan Briscoe won op 19 mei de poleposition. Sébastien Bourdais, Mike Conway, Wade Cunningham, Oriol Servià, Ed Carpenter, Katherine Legge, Bryan Clauson, Simona de Silvestro en Jean Alesi konden zich niet kwalificeren bij de eerste 24 tijdens Pole Day en moesten zich kwalificeren op Bump Day. Omdat er niet meer dan 33 wagens stonden ingeschreven kon niemand uitgeschakeld worden en werd er op Bump day enkel gereden om de volgorde van de laatste negen plaatsen te bepalen.
| Rij | Binnen              | Midden              | Buiten             |
| --- | ------------------- | ------------------- | ------------------ |
| 1   | Ryan Briscoe        | James Hinchcliffe   | Ryan Hunter-Reay   |
| 2   | Marco Andretti      | Will Power          | Hélio Castroneves  |
| 3   | Josef Newgarden     | Tony Kanaan         | Ernesto Viso       |
| 4   | Rubens Barrichello  | Alex Tagliani       | Graham Rahal       |
| 5   | Ana Beatriz         | Charlie Kimball     | Scott Dixon        |
| 6   | Dario Franchitti    | James Jakes         | J.R. Hildebrand    |
| 7   | Takuma Sato         | Townsend Bell       | Justin Wilson      |
| 8   | Michel Jourdain Jr. | Simon Pagenaud      | Sebastian Saavedra |
| 9   | Sebastien Bourdais  | Wade Cunningham     | Oriol Servià       |
| 10  | Ed Carpenter        | Mike Conway         | Katherine Legge    |
| 11  | Bryan Clauson       | Simona De Silvestro | Jean Alesi         |

## Race
| 1                                                                                 | Dario Franchitti       | Chip Ganassi Racing                | 200 | 2 h 58 min 51 s 2532 | 16 | 23 |
| 2                                                                                 | Scott Dixon            | Chip Ganassi Racing                | 200 | + 0 s 0295           | 15 | 53 |
| 3                                                                                 | Tony Kanaan            | KV Racing                          | 200 | + 0 s 0677           | 8  | 7  |
| 4                                                                                 | Oriol Servià           | Panther/Dreyer & Reinbold Racing   | 200 | + 2 s 9166           | 27 | 0  |
| 5                                                                                 | Ryan Briscoe           | Team Penske                        | 200 | + 3 s 6721           | 1  | 15 |
| 6                                                                                 | James Hinchcliffe      | Andretti Autosport                 | 200 | + 4 s 0962           | 2  | 5  |
| 7                                                                                 | Justin Wilson          | Dale Coyne Racing                  | 200 | + 4 s 2430           | 21 | 0  |
| 8                                                                                 | Charlie Kimball        | Chip Ganassi Racing                | 200 | + 4 s 6056           | 14 | 3  |
| 9                                                                                 | Townsend Bell          | Schmidt–Hamilton Motorsports       | 200 | + 5 s 6168           | 20 | 0  |
| 10                                                                                | Hélio Castroneves      | Team Penske                        | 200 | + 7 s 6352           | 6  | 0  |
| 11                                                                                | Rubens Barrichello (R) | KV Racing                          | 200 | + 7 s 9240           | 10 | 2  |
| 12                                                                                | Alex Tagliani          | Team Barracuda – BHA               | 200 | + 8 s 2543           | 11 | 2  |
| 13                                                                                | Graham Rahal           | Chip Ganassi Racing                | 200 | + 8 s 7539           | 12 | 0  |
| 14                                                                                | J.R. Hildebrand        | Panther Racing                     | 200 | + 11 s 3423          | 18 | 0  |
| 15                                                                                | James Jakes (R)        | Dale Coyne Racing                  | 200 | + 13 s 4494          | 17 | 0  |
| 16                                                                                | Simon Pagenaud (R)     | Schmidt–Hamilton Motorsports       | 200 | + 14 s 1382          | 23 | 0  |
| 17                                                                                | Takuma Sato            | Rahal Letterman Lanigan Racing     | 199 | Ongeval              | 19 | 31 |
| 18                                                                                | Ernesto Viso           | KV Racing                          | 199 | + 1 ronde            | 9  | 0  |
| 19                                                                                | Michel Jourdain Jr.    | Rahal Letterman Lanigan Racing     | 199 | + 1 ronde            | 22 | 0  |
| 20                                                                                | Sébastien Bourdais     | Dragon Racing                      | 199 | + 1 ronde            | 25 | 0  |
| 21                                                                                | Ed Carpenter           | Ed Carpenter Racing                | 199 | + 1 ronde            | 28 | 0  |
| 22                                                                                | Katherine Legge (R)    | Dragon Racing                      | 199 | + 1 ronde            | 30 | 0  |
| 23                                                                                | Ana Beatriz            | Andretti Autosport/Conquest Racing | 190 | + 10 ronden          | 13 | 0  |
| 24                                                                                | Marco Andretti         | Andretti Autosport                 | 187 | Ongeval              | 4  | 59 |
| 25                                                                                | Josef Newgarden (R)    | Sarah Fisher Hartman Racing        | 161 | Mechanische pech     | 7  | 0  |
| 26                                                                                | Sebastian Saavedra     | Andretti Autosport/AFS Racing      | 143 | Elektrisch probleem  | 24 | 0  |
| 27                                                                                | Ryan Hunter-Reay       | Andretti Autosport                 | 123 | Ophanging            | 3  | 0  |
| 28                                                                                | Will Power             | Team Penske                        | 79  | Ongeval              | 5  | 0  |
| 29                                                                                | Mike Conway            | A.J. Foyt Enterprises              | 78  | Ongeval              | 29 | 0  |
| 30                                                                                | Bryan Clauson (R)      | Sarah Fisher Hartman Racing        | 46  | Mechanische pech     | 31 | 0  |
| 31                                                                                | Wade Cunningham (R)    | A.J. Foyt Enterprises              | 42  | Elektrisch probleem  | 26 | 0  |
| 32                                                                                | Simona De Silvestro    | HVM Racing                         | 10  | Zwarte vlag          | 32 | 0  |
| 33                                                                                | Jean Alesi (R)         | Fan Force United                   | 9   | Zwarte vlag          | 33 | 0  |
| Gemiddelde snelheid : 269,942 km/h - Snelste ronde : Marco Andretti, 354,332 km/h |                        |                                    |     |                      |    |    |
| Aantal neutralisaties : 8 (39 van de 200 ronden in totaal)                        |                        |                                    |     |                      |    |    |